# Pelidnota unicolor
Pelidnota unicolor är en skalbaggsart som beskrevs av Dru Drury 1782. Pelidnota unicolor ingår i släktet Pelidnota och familjen Rutelidae.

## Underarter
Arten delas in i följande underarter:
- P. u. subandina
- P. u. bonariensis